# Stefan Reuter
Stefan Reuter (Dinkelsbühl, 16 oktober 1966) is een Duits voormalig betaald voetballer die bij voorkeur in de verdediging speelde. Hij kwam van 1984 tot en met 2004 uit voor achtereenvolgens 1. FC Nürnberg, FC Bayern München, Juventus FC en Borussia Dortmund. Als Duits international won hij het WK 1990 en het EK 1996. Reuter speelde van 1987 tot en met 1998 in 69 interlands van het Duits voetbalelftal, waarvoor hij twee keer scoorde.
Reuters profcarrière begon in het seizoen 1984-'85 bij FC Nürnberg in de 2. Bundesliga. Hij promoveerde in zijn debuutjaar met de club naar de Bundesliga en behield zich daarin in de daaropvolgende seizoenen. Na vier jaar bij Nürnberg, nam Bayern München Reuter over. Met de Beierse club werd hij vervolgens twee jaar op rij Duits landskampioen.
Reuter vertrok in 1991 naar Italië om er voor Juventus zijn enige seizoen buiten Duitsland te spelen. Hij werd er tweede achter AC Milan en sloot zich daarna aan bij Borussia Dortmund, waar hij de op sportief vlak beste periode van zijn loopbaan meemaakte. Reuter speelde in twaalf jaar nog ruim 300 wedstrijden voor de geel-zwarten voordat hij afscheid nam als betaald voetballer. In die tijd werd hij met Dortmund Duits landskampioen in de seizoenen 1994/95, 1995/96 en 2001/02. Bovendien won Reuter met de Dortmunders zowel de UEFA Champions League 1996/97 als de wereldbeker voetbal 1997.

## Clubstatistieken
| Seizoen  | Club              | Competitie    | Duels | Goals |
| -------- | ----------------- | ------------- | ----- | ----- |
| 1984-'85 | 1. FC Nürnberg    | 2. Bundesliga | 25    | 3     |
| 1985-'86 | 1. FC Nürnberg    | Bundesliga    | 33    | 2     |
| 1986-'87 | 1. FC Nürnberg    | Bundesliga    | 33    | 6     |
| 1987-'88 | 1. FC Nürnberg    | Bundesliga    | 34    | 2     |
| 1988-'89 | Bayern München    | Bundesliga    | 32    | 0     |
| 1989-'90 | Bayern München    | Bundesliga    | 33    | 0     |
| 1990-'91 | Bayern München    | Bundesliga    | 30    | 4     |
| 1991-'92 | Juventus          | Serie A       | 28    | 0     |
| 1992-'93 | Borussia Dortmund | Bundesliga    | 26    | 0     |
| 1993-'94 | Borussia Dortmund | Bundesliga    | 21    | 0     |
| 1994-'95 | Borussia Dortmund | Bundesliga    | 33    | 4     |
| 1995-'96 | Borussia Dortmund | Bundesliga    | 26    | 6     |
| 1996-'97 | Borussia Dortmund | Bundesliga    | 27    | 1     |
| 1997-'98 | Borussia Dortmund | Bundesliga    | 28    | 0     |
| 1998-'99 | Borussia Dortmund | Bundesliga    | 25    | 0     |
| 1999-'00 | Borussia Dortmund | Bundesliga    | 26    | 0     |
| 2000-'01 | Borussia Dortmund | Bundesliga    | 5     | 0     |
| 2001-'02 | Borussia Dortmund | Bundesliga    | 28    | 0     |
| 2002-'03 | Borussia Dortmund | Bundesliga    | 31    | 0     |
| 2003-'04 | Borussia Dortmund | Bundesliga    | 31    | 0     |

## Erelijst
Borussia Dortmund
- Bundesliga: 1994/95, 1995/96, 2001/02
- DFL-Supercup: 1995, 1996
- UEFA Champions League: 1996/97
- Wereldbeker voor clubteams: 1997

 Bayern München
- Bundesliga: 1988/89, 1989/90
- DFL-Supercup: 1990

 (West-)Duitsland
- Wereldkampioenschap voetbal: 1990
- Europees kampioenschap voetbal: 1996

 West-Duitsland onder 16
- Europees kampioenschap onder 16: 1984